# Gaius Aelius Gallus
Gaius Aelius Gallus war der spätrepublikanische Autor eines eingehend genutzten Rechtswörterbuchs aus den Jahren um 100 v. Chr. Gallus selbst war kein praktizierender Jurist, war aber am Recht in theoretischer Hinsicht interessiert. In Fragmenten ist von ihm die Erläuterungsschrift De verborum quae ad ius civile pertinent significatione („Von der Bedeutung der Wörter, die sich auf das Zivilrecht beziehen“) überliefert.
Drei Worterklärungen wurden nachweislich in die Digesten übernommen, die meisten der vierundzwanzig insgesamt erhaltenen Erläuterungen finden sich aber noch bei den zeitgenössischen Literaten, so bei Gellius, mehrfach sogar bei Festus. Gallus alphabetisierte seine Einträge nicht nach heute bekanntem Muster, sondern ordnete sie thematisch den einzelnen Sachgebieten zu.
Einer ähnlichen Aufgabe stellte sich später Lucius Cincius mit De verbis priscis liber.